# 鲁山道街道
鲁山道街道，是中华人民共和国天津市河东区下辖的一个乡镇级行政单位。

## 行政区划
鲁山道街道下辖以下地区：
皓阳园社区、云丽园社区、彩丽园社区、蓝山园社区、丹荔园社区、橙翠园社区、金旭园社区和皓林园社区。